# Sahakduxt
Sahakduxt   (segle VII - segle VIII) va ser una compositora armènia d'himnes religiosos, poeta i pedagoga. També guaria, utilitzant un tipus de musicoteràpia.
Se'n coneixen poques coses sobre la seva vida. El seu germà era el teòric musical i traductor grec Stepanos Syunetsi. Després del seu assassinat, va caure en un profund dolor i va decidir viure com a asceta en una cova, al Congost de Garni, prop de l'actual Erevan; allà va compondre poemes eclesiàstics i cants litúrgics. Les persones que patien molèsties nervioses la van cercar i, es diu, tocant la seva lira, oculta a la vista darrere d'una cortina, ajudava a curar la gent dels seus problemes. Es creu que va ser la primera a utilitzar algun tipus de musicoteràpia per curar.
Va escriure moltes composicions religioses cristianes, però l'única que ha romàs és Srbuhi Mariam ("Santa Maria"), un vers acròstic de nou estrofes. La cançó va ser descoberta i publicada pel musicòleg armeni Norayr Pogharian a la revista Hask, el 1951. Es creu que molts dels seus himnes estaven dedicats a la Mare de Déu. Se suposa que aquests himnes van ajudar a donar forma al gènere en segles posteriors. També se sap que Sahakduxt fou pedagoga: va ensenyar a melòmans sagrats, als amants de la música i als estudiants de clergat.
Després de la seva mort, la seva tomba es va convertir en un lloc de pelegrinatge.